# からと東出入口
からと東出入口（からとひがしでいりぐち）は、兵庫県神戸市北区の阪神高速道路7号北神戸線の出入口。中国道方面のみ利用できるハーフICである。からと西出入口とセットになっており、六甲有料道路、六甲北有料道路と接続している。
2024年（令和6年）9月3日より入口料金所がETC専用になっている。

## 道路
- 阪神高速7号北神戸線(7-11)
- 六甲有料道路、六甲北有料道路

## 料金所

### からと東料金所
- ブース数：2
  - ETC専用：1
  - サポート：1

## 周辺
- 神戸電鉄唐櫃台駅
- 有馬街道

## 隣
阪神高速7号北神戸線
(7-10)からと西出入口 - (7-11)からと東出入口 - 有馬口JCT - (7-12)有馬口出入口